# Skoródnoie (Bélgorod)
|  | Per a altres significats, vegeu «Skoródnoie». |

Skoródnoie - Скородное (rus) - és un poble de l'óblast de Bélgorod, a Rússia. El 2021 tenia 3.416 habitants. Pertany al districte (raion) de Gubkin.